# Ketillaugarfjall
Ketillaugarfjall är ett berg i republiken Island. Det ligger i regionen Austurland, 300 km öster om huvudstaden Reykjavík. Toppen på Ketillaugarfjall är 649 meter över havet.
Närmaste större samhälle är Höfn, omkring 10 kilometer söder om Ketillaugarfjall. Trakten runt Ketillaugarfjall består i huvudsak av gräsmarker.